# Вабаска 166D
Вабаска 166D (англ. Wabasca 166D) — індіанська резервація в Канаді, у провінції Альберта, у межах муніципального району Лессер-Слейв-Рівер № 124.

## Населення
За даними перепису 2016 року, індіанська резервація нараховувала 961 особу, показавши зростання на 8,6%, порівняно з 2011-м роком. Середня густина населення становила 16,3 осіб/км².
З офіційних мов обидвома одночасно володіли 10 жителів, тільки англійською — 945, тільки французькою — 10. Усього 440 осіб вважали рідною мовою не одну з офіційних, з них усі — одну з корінних мов.
Працездатне населення становило 54,1% усього населення, рівень безробіття — 34,8%.
Середній дохід на особу становив $33 663 (медіана $20 416), при цьому для чоловіків — $35 967, а для жінок $31 393 (медіани — $20 672 та $20 208 відповідно).
12,3% мешканців мали закінчену шкільну освіту, не мали закінченої шкільної освіти — 67,2%, 19,7% мали післяшкільну освіту, з яких 12,5% мали диплом бакалавра, або вищий.
| Статево-вікова структура населення | Статево-вікова структура населення | Статево-вікова структура населення | Статево-вікова структура населення | Статево-вікова структура населення |
| ---------------------------------- | ---------------------------------- | ---------------------------------- | ---------------------------------- | ---------------------------------- |
|                                    |                                    |                                    |                                    |                                    |
| Всього                             | Всього                             | 49,5%50,5%                         |                                    |                                    |
| 0 — 14 років                       | 0 — 14 років                       |                                    | 36,6%                              | 36,6%                              |
| 15 — 64 років                      | 15 — 64 років                      |                                    | 56,2%                              | 56,2%                              |
| 65 і більше                        | 65 і більше                        |                                    | 7,2%                               | 7,2%                               |
| 85 і більше                        | 85 і більше                        |                                    | 0,5%                               | 0,5%                               |
| Середній вік (років)               | Середній вік (років)               | 28,826,8                           | 27,8                               | 27,8                               |
| Медіана (років)                    | Медіана (років)                    | 25,023,2                           | 23,8                               | 23,8                               |
| — чоловіки — жінки                 |                                    |                                    |                                    |                                    |

| Походження мешканців:     | Походження мешканців:     | Походження мешканців: | Походження мешканців: | Походження мешканців: |
| ------------------------- | ------------------------- | --------------------- | --------------------- | --------------------- |
| Походження                |                           |                       | осіб                  | %                     |
| Корінні американці        | Корінні американці        |                       | 950                   | 98.96%                |
| Інше північноамериканське | Інше північноамериканське |                       | 10                    | 1.04%                 |
| Європейське               | Європейське               |                       | 120                   | 12.5%                 |
| британське                | британське                |                       | 40                    | 4.17%                 |
| французьке                | французьке                |                       | 60                    | 6.25%                 |
| українське                | українське                |                       | 10                    | 1.04%                 |
| Африканське               | Африканське               |                       | 10                    | 1.04%                 |

## Клімат
Середня річна температура становить 1°C, середня максимальна – 20,5°C, а середня мінімальна – -23,6°C. Середня річна кількість опадів – 472 мм.
| Клімат поселення                              | Клімат поселення | Клімат поселення | Клімат поселення | Клімат поселення | Клімат поселення | Клімат поселення | Клімат поселення | Клімат поселення | Клімат поселення | Клімат поселення | Клімат поселення | Клімат поселення | Клімат поселення |
| Показник                                      | Січ.             | Лют.             | Бер.             | Квіт.            | Трав.            | Черв.            | Лип.             | Серп.            | Вер.             | Жовт.            | Лист.            | Груд.            |                  |
| Середній максимум, °C                         | −10,44           | −6,3             | −0,25            | 9,03             | 15,68            | 20,25            | 20,46            | 19,48            | 14,00            | 8,36             | −1,66            | −8,95            |                  |
| Середня температура, °C                       | −17              | −12,88           | −6,82            | 2,46             | 9,11             | 13,68            | 15,83            | 14,84            | 9,37             | 3,72             | −6,3             | −13,58           |                  |
| Середній мінімум, °C                          | −23,58           | −19,45           | −13,38           | −4,11            | 2,53             | 7,14             | 11,18            | 10,20            | 4,73             | −0,9             | −10,92           | −18,22           |                  |
| Норма опадів, мм                              | 23               | 18               | 18               | 25               | 47               | 75               | 96               | 62               | 40               | 26               | 21               | 21               |                  |
| Середньомісячна швидкість вітру, м/с          | 3.00             | 2.90             | 3.20             | 3.36             | 3.40             | 3.00             | 2.80             | 2.80             | 3.00             | 3.35             | 3.10             | 3.00             |                  |
| Середньомісячна сонячна радіація, кДж/м²·день | 2670             | 5938             | 11256            | 16971            | 20579            | 21910            | 21450            | 17543            | 11486            | 6352             | 2936             | 1809             |                  |
| --------------------------------------------- | ---------------- | ---------------- | ---------------- | ---------------- | ---------------- | ---------------- | ---------------- | ---------------- | ---------------- | ---------------- | ---------------- | ---------------- | ---------------- |
| Джерело:                                      |                  |                  |                  |                  |                  |                  |                  |                  |                  |                  |                  |                  |                  |